# Zobor
Zobor este o arie protejată (arie specială de conservare — SAC, sit de importanță comunitară — SCI) din Slovacia întinsă pe o suprafață de 1.904,79 ha, integral pe uscat.

## Localizare
Centrul sitului Zobor este situat la coordonatele 48°21′29″N 18°06′57″E / 48.358056°N 18.115833°E.

## Înființare
Situl Zobor a fost declarat sit de importanță comunitară în aprilie 2004 pentru a proteja 3 specii de plante și 9 specii de animale. Situl a fost protejat și ca arie specială de conservare în martie 2004.

## Biodiversitate
Situată în ecoregiunea alpină, aria protejată conține 16 habitate naturale: Tufărișuri subcontinentale peripanonice, Pajiști stepice subpanonice, Păduri panonice cu Quercus petraea și Carpinus betulus, Pante stâncoase silicioase cu vegetație casmofită, Păduri de fag din Europa Centrală dezvoltate pe sol calcaros cu Cephalanthero-Fagion, Pajiști panonice carstice (Stipo-Festucetalia pallentis), Pajiști uscate seminaturale și facies de acoperire cu tufișuri pe substraturi calcaroase (Festuco-Brometalia) (* situri importante pentru orhidee), Păduri stepice euro-siberiene cu Quercus spp., Pajiști carstice calcaroase sau bazofile, de Alysso-Sedion albi, Pante stâncoase calcaroase cu vegetație casmofită, Peșteri inaccesibile publicului, Pajiști uscate europene, Păduri de fag Asperulo-Fagetum, Grohotișuri silicioase medio-europene, la altitudine înaltă, Păduri panonice cu Quercus pubescens, Păduri pe pante, grohotișuri și ravene de Tilio-Acerion.
La baza desemnării sitului se află mai multe specii protejate:
- plante (3): Himantoglossum jankae, sisinei (Pulsatilla grandis), Thlaspi jankae
- amfibieni (1): buhai de baltă cu burta roșie (Bombina bombina)
- mamifere (3): liliac cârn (Barbastella barbastellus), liliac comun (Myotis myotis), liliacul mic cu potcoavă (Rhinolophus hipposideros)
- nevertebrate (5): croitorul mare al stejarului (Cerambyx cerdo), Euplagia quadripunctaria, rădașcă (Lucanus cervus), Rosalia alpina, Stenobothrus eurasius

Pe lângă speciile protejate, pe teritoriul sitului au mai fost identificate 8 specii de păsări, 6 specii de amfibieni, 3 specii de mamifere, 22 de specii de nevertebrate, 5 specii de reptile.